# Фудзівара но Оцуґу
Фудзівара но Оцуґу (774 — 22 серпня 843) — середньовічний японський державний діяч, науковець періоду Хейан.

## Життєпис
Походив з аристократичного роду Церемонійних Фудзівара, гілки клану Фудзівара. Син Фудзівара но Момокава, голови Палати освіти. Народився 774 року. Здобув гарну освіту під орудою батька та в Школи чиновників (Дайгаку). 788 року поступив на імператорську службу. Його було призначено на посаду удонері (палацовий службовець) в Центральному міністерстві зі старшим шостим рангом. 791 року стає дзідзю (на кшталт камергера) і отримує молодший п'ятий ранг. 793 року стає старшим командиром коноефу (палацової гвардії). 796 року призначено заступником губернатора провінції Хітаті.Того ж року отримує посаду заступника очільника Лівої зовнішньої палацової гвардії. 797 року досяг старшого п'ятого рангу, а потім того ж року молодшого четвертого рангу. Водночас обіймав посади тимчасого голови управління палацових комор і кокусі провінції Ідзумо.
801 року очолив Праву особисту гвардію імператора (у-коноехей). 802 року отримує посаду санґі, що посилило його позиції в Дайдзьокані (Вищій державній раді) й дозволило увійти до гісейкану (вищої політичної ради). У 804—806 роках керував провінціями Ямашіро і Тадзіма. 804 року порадив імператорові Камму припинити військові кампанії на чолі Саканоуе но Тамурамаро проти емісі, оскільки це завдало шкоди скарбниці, збільшилися податки, від яких страждає народ. Проти цього виступив впливовий сановник Сугано но Маміті. Але Оцуґу переконав імператора завершити військові дії. також довів Камму, що необхідно на деякий час припинити будівництво столиці Хейан-кьо, поки не відновиться державна скарбниця.
807 року Фудзівара но Оцуґу переведено на посаду кайдо-сецудоші (на кшталт цзєдуши) столичної округи. також стає головним сангі і тимчасовим садайбеном (Лівим головним ревізором). 808 року призначено міністром покарань, потім кайдо-сецудоші Східногірського краю, адцеті (імператорського інспектора) провінції Муцу. Зрештою отримав старший четвертий ранг.
810 року очолив Праву середню палацову гвардію (са-хйоефу) та стає кокусі багатої провінції Міно, що ще більше надало політичної ваги Оцуґу. 814 року стає міністром Двору, а 815 року йому надано молодший третій ранг. У 817 році стає середнім державним радником. 818 року очолив міністерство народних справ. Згодом надано старший третій ранг.
821 року стає старшим державним радником. 823 року отримує молодший другий ранг й призначається наставником спадкоємця трону. 825 року призначено Правим міністром. Після смерті у 826 році Фудзівара но Фуюцуґу фактично керував дайдзьоканом (Вищою державною радою), значно посиливши вплив свого роду серед інших Фудзівара.
832 року призначено Лівим міністром. На цій посаді перебував до самої смерті у 846 році. 833 року отримав старший другий ранг.

## Творчість
Спільно з Фудзівара но Фуюцуґу готував до видання державної хроніки «Ніхон кокі» («Нові нариси про Японію»), після смерті Фуюцуґу завершив цю справу у 840 році. Складається з 40 великих сувоїв, що охоплює історію Японії з 792 до 833 року.

## Родина
- Фудзівара но Іео (799—832), голова лівої середньої палацової гвардії
- Фудзівара но Харуцу (808—859), міністр покарань
- Фудзівара но Мотоо (д/н—876), кокусі провінції Ямато
- Фудзівара но Тадамуне
- Кавако (д/н–838), наложниця імператора Камму
- донька, дружина посланця Фудзівара но Цунецугу